# Breginj
Breginj (Duits: Bergenach) is een plaats in Slovenië en maakt deel uit van de gemeente Kobarid in de NUTS-3-regio Goriška. De plaats telde 179 inwoners op 1 januari 2020.